# Micaela Nevárez
Micaela Nevárez (Carolina, Puerto Rico; 1 de gener de 1972) actriu porto-riquenya.

## Biografia
Micaela debuta al cinema de mà de Fernando León de Aranoa en la pel·lícula Princesas (2005). El director la descobreix treballant en un restaurant de Nova York com a cambrera, quan ja tenia l'edat de 32 anys i cap relació professional amb el món del cinema. En aquesta pel·lícula comparteix protagonisme amb Candela Peña i representa el paper d'una emigrant de la República Dominicana que exerceix la prostitució a Madrid mentre intenta aconseguir papers i una altra manera de guanyar-se la vida. Totes dues actrius van ser guardonades per la seva participació en aquest treball amb el màxim guardó del cinema espanyol, el Premi Goya: Candela com a millor actriu protagonista i Micaela com a millor actriu revelació. La pel·lícula compta amb una coneguda banda sonora a càrrec de l'artista Manu Chao.
Actualment resideix a Londres, amb el seu marit francès.

## Filmografia
- Princesas (2005)
- The War Boys (2008)

## Premis
- Guanyadora del Premi Goya a la Millor Actriu Revelació (2006)